# Amen (Drente)
Amen (52° 57′ N, 6° 37′ L) é uma povoação dos Países Baixos, na província de Drente. Amen pertence ao município de Aa en Hunze, e está situada a 8 km, a sul de Assen.
A área de Amen, que também inclui as partes periféricas da cidade, bem como a zona rural circundante, tem uma população estimada em 90 habitantes.